# Вылпосл (посёлок)
Вылпосл — посёлок в Приуральском районе Ямало-Ненецкого автономного округа России. 

## География
Расположен на одной из проток Оби — Вылпосл (в переводе с хантыйского означает «широкая протока, большая протока»).
Одна улица — Береговая.
Расстояние до районного центра: Аксарка 25 км
Расстояние до окружного центра: Салехард 31 км
Ближайшие населенные пункты: Харсаим 5 км, Каменный 11 км, Халаспугор 14 км, Горнокнязевск 18 км

## История
С 2005 до 2021 гг. входил в состав Аксарковского сельского поселения, упразднённого в 2021 году в связи с преобразованием муниципального района в муниципальный округ.

## Население
| 1989 | 2002 | 2010 | 2021 |
| ---- | ---- | ---- | ---- |
| 62   | ↗69  | ↗76  | ↘20  |

## Инфраструктура
Рыбацкое селение.